# Simone Schwanitz
Simone Schwanitz (* 1968) ist eine deutsche politische Beamtin und Wissenschaftsmanagerin.

## Leben
Schwanitz studierte Politikwissenschaft und Volkswirtschaftslehre an den Universitäten Marburg und Hamburg. Anschließend promovierte sie im Bereich der Osteuropa-Forschung an der Freien Universität Berlin. 2001 wurde sie bildungs- und forschungspolitische Referentin der Bundestagsfraktion Bündnis 90/Die Grünen. Anschließend war sie als Leiterin der Stabsstelle überregionale Koordinierung sowie als EU-Beauftragte im Wissenschaftsministerium Rheinland-Pfalz tätig. Daraufhin war sie Abteilungsleiterin für Hochschulen, Forschung und Kunst im Sekretariat der Kultusministerkonferenz.
2011 wurde Schwanitz als Nachfolgerin von Klaus Tappeser zur Ministerialdirektorin und Amtschefin des Ministeriums für Wissenschaft, Forschung und Kunst Baden-Württemberg berufen. 2016 wurde sie Leiterin der Forschungsabteilung des Wissenschaftsministeriums. Als Ministerialdirektor folgte ihr Ulrich Steinbach nach.
Seit 2022 ist Schwanitz Generalsekretärin der Max-Planck-Gesellschaft.

## Werke
- Die russische Rüstungsindustrie: ein weisser Fleck der Privatisierung? Köln 1994.
- gemeinsam mit Nicola Mögel: Staatslobbyismus als System: Entscheidungsstrukturen im russischen Rüstungssektor. Köln 1995.
- Die Wahlen zur Staatsduma aus fernöstlicher Perspektive: Die Region Primorje. Mannheim 1996.
- gemeinsam mit Nicola Mögel: Das Gebiet Sverdlovsk: Eindrücke von einer Forschungsreise. Mannheim 1996.
- gemeinsam mit Andreas Ralf Fahrner: Wahlbeobachtung bei den Präsidentenwahlen in Tschetschenien. Mannheim 1997.
- Transformationsforschung: area studies versus Politikwissenschaft? Plädoyer für einen akteurstheoretischen Ansatz. Berlin 1997.
- Die Privatisierung in St. Petersburg und im Sverdlovsker Gebiet. Köln 1997.
- Rußlands Regionen als neue Machtzentren: föderale und regionale Entscheidungsstrukturen am Beispiel der Privatisierung des Rüstungssektors. Nomos Verlag, Baden-Baden 1998.
- Die Softwarebranche in Rußland. Bonn 2001.